# Nestório
Nestório (Nestorio) är en kommunhuvudort i Grekland.   Den ligger i prefekturen Nomós Kastoriás och regionen Västra Makedonien, i den nordvästra delen av landet, 400 km nordväst om huvudstaden Aten. Nestório ligger 865 meter över havet och antalet invånare är 865.
Terrängen runt Nestório är huvudsakligen kuperad, men åt nordost är den platt. Runt Nestório är det ganska glesbefolkat, med 34 invånare per kvadratkilometer. Närmaste större samhälle är Árgos Orestikó, 17,2 km öster om Nestório. Trakten runt Nestório består till största delen av jordbruksmark.